# Фернандо Наварро
Фернандо Наварро (ісп. Fernando Navarro, нар. 25 червня 1982, Барселона) — іспанський футболіст, захисник клубу «Депортіво».
Насамперед відомий виступами за клуби «Барселона» та «Мальорка», а також національну збірну Іспанії.
Чемпіон Іспанії, володар Кубка Іспанії з футболу, дворазовий переможець Ліги Європи. У складі збірної — чемпіон Європи.

## Клубна кар'єра
Народився 25 червня 1982 року в місті Барселона. Вихованець футбольної школи однойменного клубу.
У дорослому футболі дебютував 2000 року виступами за команду «Барселона Б», в якій провів чотири сезони, взявши участь у 71 матчі чемпіонату.
Своєю грою за цю команду дублерів привернув увагу представників тренерського штабу головної команди «Барселони», до складу якої почав залучатися з 2001 року. Відіграв за каталонський клуб з перервами до 2006 року. Протягом цього періоду виборов титул чемпіона Іспанії.
Протягом 2004—2006 років грав на правах оренди у складі команд клубів «Альбасете» та «Мальорка».
У 2006 році приєднався до клубу «Мальорка» на умовах повноцінного контракту. Провів у складі його команди два сезони. Більшість часу, проведеного у складі «Мальорки», був основним гравцем захисту команди.
До складу клубу «Севілья» приєднався 2008 року. Наразі встиг відіграти за клуб з Севільї понад 100 матчів у національному чемпіонаті. За цей час додав до переліку своїх трофеїв титул володаря Кубка Іспанії з футболу.
2015 року став гравцем «Депортіво» (Ла-Корунья).

## Виступи за збірні
У 2002 році залучався до складу молодіжної збірної Іспанії. На молодіжному рівні зіграв у 3 офіційних матчах.
У 2006 році дебютував в офіційних матчах у складі національної збірної Іспанії. Провів у формі головної команди країни лише 2 матчі.
У складі збірної був учасником чемпіонату Європи 2008 року в Австрії та Швейцарії, здобувши того року титул континентального чемпіона.

## Титули і досягнення
- Чемпіон Іспанії (1):

«Барселона»: 2004-05
- Володар Кубка Іспанії з футболу (1):

«Севілья»: 2009–10
- Чемпіон Європи (1):

2008
- Переможець Ліги Європи (2):

«Севілья»: 2013–14, 2014–15